# Train Dreams (Film)
Train Dreams ist ein Filmdrama von Clint Bentley. Der Film mit Joel Edgerton, Felicity Jones, Kerry Condon und William H. Macy in den Hauptrollen basiert auf dem gleichnamigen Buch von Denis Johnson, zeigt das Leben eines Tagelöhners zwischen 1917 und 1968 und feierte Ende Januar 2025 beim Sundance Film Festival seine Premiere. Anfang November 2025 soll Train Dreams in die US-Kinos kommen und im weiteren Verlauf des Monats in das Programm von Netflix aufgenommen werden.

## Handlung
Im Sommer 1917 in Idaho. Robert Grainier wurde als Kind adoptiert, ohne jemals zu erfahren, was aus seinen biologischen Eltern geworden war. Er gehört einem Trupp von Holzfällern an, die die Eisenbahn durch das Land bauen. Die anderen Männer sind Wanderarbeiter, einige von ihnen Immigranten aus fernen Ländern. Als ein chinesischer Kollege bei der Arbeit brutal behandelt wird, fühlt sich Robert an einen Vorfall erinnert, den er als Kind mitangesehen hat. Manche der anderen Holzfäller sind äußerst mundfaul, andere wiederum reden viel zu viel. Der etwas ältere Arn Peeples findet, dass ihre Arbeit nicht nur körperlich anstrengend ist, sondern auch hart für die Seele, wenn man prächtige Bäume fällt, die seit 500 Jahren dort stehen.
Roberts Leben ändert sich, als Gladys in dieses tritt. Die beiden verlieben sich ineinander und bekommen eine Tochter namens Kate. Immer wieder kommen Kollegen von Robert bei der Arbeit ums Leben. Als es zu einem Brand in dem Wald rund um ihre Hütte kommt, verliert er auf einen Schlag seine geliebte Frau Gladys und seine Tochter. Die Freundschaft und Großzügigkeit des indianischen Ladenbesitzers Ignatius Jack hält Robert nach dem tragischen Verlust am Leben.
Der Film endet 1968 in Washington, dem Jahr, in dem Apollo 8 um den Mond und wieder zurück flog.

## Produktion

### Literarische Vorlage
Der Film basiert auf dem Buch Train Dreams von Denis Johnson. In dem im Jahr 2003 veröffentlichten Roman schildert der im Mai 2017 verstorbene US-amerikanische Schriftsteller all jene Veränderungen, die das Leben von Robert Grainier betreffen. Der Tagelöhner und Waldarbeiter wurde 1886 im Norden Amerikas geboren und musste im Laufe seines langen Lebens mit ansehen, wie sich die Welt um ihn herum verändert. Johnson erzählt in seinem Buch, wie die Technik Einzug in den Alltag der Menschen hält, wie Grainier sich bei der Arbeit einen Arm ausrenkt und wie seine Frau und ihr Baby bei einem Waldbrand ums Leben kommen, wodurch seine Welt vollends aus den Fugen gerät. Die beschriebenen Waldbrände in der Region ereigneten sich zwischen 1921 und 1923.

### Filmstab und Besetzung
Regie führte Clint Bentley. Gemeinsam mit Greg Kwedar adaptierte er auch Johnsons Roman für den Film. Bentley schrieb gemeinsam mit Kwedar auch das Drehbuch für dessen zweiten Spielfilm Sing Sing, für das sie im Rahmen der Oscarverleihung 2025 nominiert wurden. In Vorbereitung auf ihre Arbeit an Train Dreams zogen sie beide nach Bonners Ferry in Idaho, die Gegend, in der das Buch spielt. Ein Naturforscher zeigte ihnen die Wälder und das Land.
Der Australier Joel Edgerton und die Britin Felicity Jones spielen Robert und Gladys Grainier. Clifton Collins Jr., der in Bentley Film Jockey von 2021 in der Hauptrolle zu sehen war, spielt in einer Nebenrolle einen Reisender aus dem Panhandle. Nathaniel Arcand spielt den indianischen Ladenbesitzer Ignatius Jack, der für Robert in den schwersten Stunden zu seinem Freund wird. Kerry Condon spielt eine Försterin namens Claire, der gegenüber Robert beginnt, in einer platonischen Beziehung seine angestaute Trauer auszuschütten. William H. Macy ist in der Rolle des älteren Arbeiters Arn Peeples zu sehen.

### Dreharbeiten und Filmmusik
Die Dreharbeiten sollten ursprünglich 2023 stattfinden, mussten jedoch aufgrund des Streiks der Drehbuchautoren und der Schauspielergewerkschaft SAG-AFTRA verschoben werden. Sie fanden schließlich in einem Waldgebiet in der Nähe von Spokane und anderen Gebieten der Spokane wie Chewelah, Seattle und den nahegelegenen Städten Snoqualmie und North Bend statt. Dort in der Gegend war es in dieser Zeit zu Waldbränden gekommen. In den Wäldern wurde gerade Abholzung betrieben, daher entstanden viele Aufnahmen von abgeholzten Hügeln und hoch aufragenden Bäumen, die auf den Waldboden stürzen. Gedreht wurde überwiegend in der freien Natur. Der portugiesische Kameramann Adolpho Veloso war zuletzt für Filme wie The Perfect David tätig.
Die Filmmusik komponierte Bryce Dessner, der zuletzt für Filme wie Die zwei Päpste, Die Witwe Clicquot und We Live in Time tätig war.

### Marketing und Veröffentlichung
Der erste Trailer wurde Ende Juli 2025 vorgestellt. Die Weltpremiere des Films fand am 26. Januar 2025 beim Sundance Film Festival statt. Dort sicherte sich Netflix die Rechte am Film. Im September 2025 soll Train Dreams beim Toronto International Film Festival gezeigt werden. Am 7. November 2025 soll der Film in ausgewählte US-Kinos kommen und am 21. November 2025 in das Programm von Netflix aufgenommen werden.

## Rezeption
Der Film konnte 97 Prozent der bei Rotten Tomatoes aufgeführten Kritiker überzeugen bei einer durchschnittlichen Bewertung mit 8,3 von 10 möglichen Punkten. Bei Metacritic erhielt der Film einen Metascore von 85 von 100 möglichen Punkten.
Peter Debruge schreibt in seiner Kritik für Variety, Train Dreams erzähle von dem Wechselspiel des Gebens und Nehmens im Leben und feiere diejenigen, die den Westen zähmten, Männer, deren anonyme, sonnenverbrannte Gesichter auf alten Fotos zu sehen sind. Auch wenn mancheiner ein Voiceover als unnötiges Hilfsmittel sehen mag, sei dieses in dem Film ein hervorragendes Beispiel für eine richtig umgesetzte Technik, die Tiefe hinzufügt, die Joel Edgertons weitgehend wortlose Darstellung und die atemberaubende Kinematographie ohne sie nicht erreichen könnten. Umgekehrt schaffe Clint Bentleys Film, indem er der Figur ein Gesicht und riesige Hände gibt und mit Aufnahmen der Orte, an denen Grainier lebte und arbeitete, etwas, was das Buch nicht konnte, da er dem ganzen eine visuelle Dimension verleihe.